# Danza puertorriqueña
La danza puertorriqueña es un género musical de salón popularizado en Puerto Rico cuyo origen surge de la contradanza proveniente de la herencia de España y otros países europeos, pasada por el tamiz de patrones rítmicos sincopados de la música bailable afrocaribeña.
Su popularidad fue tal que el himno nacional puertorriqueño, La Borinqueña, fue compuesto originalmente como una danza en 1867, aunque luego sería alterado para adaptarse a un estilo que se pareciese a un himno más estándar.

## Características
La danza puertorriqueña está considerada como una de las formas bailables y musicales americanas más cercana a las música clásica europea, tanto por su carácter como por su riqueza armónica y melódica. Tanto la danza como la contradanza de la que procede, son bailes secuenciales, ejecutados con un patrón, con música instrumental. Ninguno de los dos eran géneros cantados, lo que contrasta, por ejemplo, con la habanera, un género cantado. También existe cierta controversia sobre si la danza puertorriqueña es, de algún modo, diferente a la contradanza, o si es solo una simplificación de su nombre.
Puede tener un carácter romántico o melancólico o bien un carácter festivo. La romántica tiene cuatro secciones, la primera es una introducción o "paseo" (con ocho compases en 2/4) y después, tres temas con 16 compases. El último tema suele incluir un solo de bombardino y, a menudo, una recapitulación del primer tema y una coda al final. La danza de carácter festivo es de forma libre, usualmente breve, con las únicas reglas de tener una introducción y un ritmo rápido. También existen variantes que pueden incluir los dos caracteres.

## Historia
No hay unanimidad de su origen, existiendo diversas teorías, aunque es probable que surgiese alrededor de 1840, para unos, procedente de España y Venezuela y para otros de Cuba, influenciada por los inmigrantes cubanos y su música de habaneras. En cualquier caso, se produjo como una especie de reacción a la contradanza, un baile rígido altamente codificado, un "baile de figuras", donde los danzantes tenían que hacer determinados movimientos siguiendo las instrucciones de un "bastonero", una especie de director del baile.
Siguiendo la teoría cubana, los inmigrantes llegados a la isla a mediados del siglo XIX trajeron consigo su ritmo habanero aplicado a un baile de parejas de un modo libre. En Puerto Rico, todavía estaba el auge de la contradanza española como baile social, pero cuando los jóvenes compararon su rigidez con los nuevos aires, adoptaron prontamente la forma. Al principio, se utilizó la propia música cubana, pero pronto, compositores criollos la hicieron suya y la adaptaron a una forma propia, la danza puertorriqueña.
Las primeras danzas fueron canciones inmaduras y juveniles siendo rechazadas con gran escándalo por la alta sociedad. Para comprenderlo, mejor conover algunas danzas como La sapa, El rabo del puerco, Ay, yo quiero comer mondongo, El tereque o La charrasca. Los jóvenes, por el contrario, las acogieron rápidamente, no solo por ser rompedoras, sino por tener la oportunidad de bailar en pareja, lo suficientemente juntos como para hablarse al oído. Incluso el gobernador don Juan de la Pezuela emitió un bando en 1849 para prohibirlas por depravación de las costumbres, aunque no tuvo demasiado éxito.
En Puerto Rico el género siguió evolucionando hasta que lo retomó el joven pianista Manuel Gregorio Tavárez, recién llegado de sus estudios de piano en el Conservatorio Imperial de París, que la llevó a un nivel artístico más elevado, siendo considerado el "Padre de la Danza". La danza, especialmente la del piano, tomó vida propia con elementos de la cultura caribeña a mediados del siglo XIX. Se implicó en la denominada danza ponceña, más apasionada y espontánea, con ciertos aires de la ópera italiana frente a la danza sanjuanera, más academicista, que conserva mayores rasgos de la contradanza española, pero que evoluciona con compositores como Julián Andino, Casimiro Duchesne o Genaro Aranzamendi.
El discípulo más importante de Tavárez, Juan Morel Campos (1857 - 1896) desarrolló en su corta vida la danza hasta su máxima expresión, componiendo más de 300 piezas, de gran belleza, consideradas muchas de ellas obras maestras. Esta danza que fue evolucionando se inspiró principalmente en las mujeres y sus amores, con cambio de temática y títulos como Idilio, De tu lado al paraíso, Mis Penas, Laura y Georgina o La Sensitiva.